# Nerijus Ališauskas
Nerijus Ališauskas (* 6. Juni 1991 in Elektrėnai) ist ein litauischer Eishockeyspieler, der seit Juni 2022 beim HK Spišská Nová Ves aus der slowakischen Extraliga unter Vertrag steht und für Dinamo auf der Position des Verteidigers spielt.

## Karriere
Nerijus Ališauskas begann seine Karriere als Eishockeyspieler in seiner Heimatstadt bei Energija Elektrėnai, mit dessen zweiter Mannschaft er in der Spielzeit 2006/07 die Hauptrunde der litauischen Liga gewann, aber das Finalspiel gegen die eigene erste Mannschaft, die als Teilnehmer der höherklassigen lettischen Liga für das Endspiel gesetzt war, verlor. Anschließend wechselte er nach Lettland zum HK Liepājas Metalurgs, der ihn zunächst in Nachwuchsmannschaften einsetzte. Ab 2009 gehörte er zum Stamm der Profimannschaft, mit der er in der belarussischen Extraliga spielte. Zeitweise wurde er auch in der zweiten Mannschaft eingesetzt, mit der er 2011 lettischer Meister wurde. Nachdem der Klub aufgrund der Insolvenz des namengebenden Hauptsponsors Metalurgs Liepājas in finanzielle Schwierigkeiten geriet und den Erwachsenenspielbetrieb einstellen musste, wechselte Ališauskas 2013 zum EV Füssen in die Oberliga Süd. Nach einem Jahr im Allgäu ging er nach Kasachstan, wo er zunächst mit dem HK Almaty um die Kasachische Eishockeymeisterschaft spielte und bester Torschütze unter den Defensivspielern wurde. Von 2015 bis 2017 spielt er für den HK Saryarka Karaganda in der Wysschaja Hockey-Liga, wurde aber auch beim HK Arystan Temirtau in der kasachischen Liga eingesetzt. Von 2017 bis 2020 spielte der Litauer für Dinamo Riga in der Kontinentalen Hockey-Liga, ehe er sich im Juli 2020 dem HC Slovan Bratislava aus der slowakischen Extraliga anschloss. 
Ab 2021 spielte er wieder für Dinamo Riga in der KHL, anschließend beim HC Vita Hästen und HK Spišská Nová Ves. 

### International
Für Litauen nahm Ališauskas im Juniorenbereich an den U18-Weltmeisterschaften der Division II 2007 und der Division I 2008 und 2009, als er als bester Spieler seiner Mannschaft ausgezeichnet wurde und zudem der Topscorer unter den Abwehrspielern des Turniers war, sowie den U20-Weltmeisterschaften der Division I 2008 und 2011, als er Kapitän der litauischen Mannschaft war, bzw. der Division II 2009 und 2010, als er mit den meisten Torvorlagen der Verteidiger auch zum besten Abwehrspieler des Turniers gewählt wurde, teil.
Im Herrenbereich stand er im Aufgebot seines Landes bei den Weltmeisterschaften der Division I 2010, 2011, 2012, 2013, 2014, 2015, als er Topscorer unter den Verteidigern des Turniers war, 2016, als er zum besten Spieler seiner Mannschaft gewählt wurde, 2018 und 2019, 2022, als er in das All-Star-Team der A-Gruppe gewählt wurde. Zudem vertrat er seine Farben bei den Olympiaqualifikationen für die Winterspiele 2014 in Sotschi und 2022 in Peking.

## Erfolge und Auszeichnungen
- 2011 Lettischer Meister mit dem HK Liepājas Metalurgs

### International
- 2007 Aufstieg in die Division I bei der U18-Weltmeisterschaft der Division II, Gruppe B
- 2010 Aufstieg in die Division I bei der U20-Weltmeisterschaft der Division II, Gruppe B
- 2010 Bester Verteidiger bei der U20-Weltmeisterschaft der Division II, Gruppe B
- 2018 Aufstieg in die Division I, Gruppe A, bei der Weltmeisterschaft der Division I, Gruppe B
- 2022 All-Star-Team der Weltmeisterschaft der Division I, Gruppe A